# Вайколоа (Гаваї)
Вайколоа (англ. Waikoloa Village) — переписна місцевість (CDP) в США, в окрузі Гаваї штату Гаваї. Населення — 7104 особи (2020).

## Географія
Вайколоа розташована за координатами 19°55′41″ пн. ш. 155°49′23″ зх. д. / 19.92806° пн. ш. 155.82306° зх. д. (19.928181, -155.823158).  За даними Бюро перепису населення США в 2010 році переписна місцевість мала площу 46,18 км², з яких 46,17 км² — суходіл та 0,01 км² — водойми.

### Клімат
| Клімат : Вайколоа | Клімат : Вайколоа | Клімат : Вайколоа | Клімат : Вайколоа | Клімат : Вайколоа | Клімат : Вайколоа | Клімат : Вайколоа | Клімат : Вайколоа | Клімат : Вайколоа | Клімат : Вайколоа | Клімат : Вайколоа | Клімат : Вайколоа | Клімат : Вайколоа | Клімат : Вайколоа |
| Показник          | Січ.              | Лют.              | Бер.              | Квіт.             | Трав.             | Черв.             | Лип.              | Серп.             | Вер.              | Жовт.             | Лист.             | Груд.             | Рік               |
| Норма опадів, мм  | 46                | 33                | 30                | 20                | 20                | 13                | 8                 | 10                | 18                | 23                | 20                | 41                | 282               |
| ----------------- | ----------------- | ----------------- | ----------------- | ----------------- | ----------------- | ----------------- | ----------------- | ----------------- | ----------------- | ----------------- | ----------------- | ----------------- | ----------------- |
| Джерело:          |                   |                   |                   |                   |                   |                   |                   |                   |                   |                   |                   |                   |                   |

## Демографія
Згідно з переписом 2010 року, у переписній місцевості мешкали 6362 особи в 2334 домогосподарствах у складі 1607 родин. Густота населення становила 138 осіб/км².  Було 3042 помешкання (66/км²).
Расовий склад населення:
| - 47,1 % — білих - 16,1 % — азіатів - 11,3 % — вихідців з тихоокеанських островів - 0,8 % — корінних американців - 0,7 % — чорних або афроамериканців - 2,3 % — осіб інших рас |

До двох чи більше рас належало 21,6 %. Частка іспаномовних становила 10,2 % від усіх жителів.
За віковим діапазоном населення розподілялося таким чином: 25,1 % — особи молодші 18 років, 65,3 % — особи у віці 18—64 років, 9,6 % — особи у віці 65 років та старші. Медіана віку мешканця становила 38,9 року. На 100 осіб жіночої статі у переписній місцевості припадало 100,4 чоловіків;  на 100 жінок у віці від 18 років та старших — 98,5 чоловіків також старших 18 років.
Середній дохід на одне домашнє господарство  становив 86 382 долари США (медіана — 74 217), а середній дохід на одну сім'ю — 87 834 долари (медіана — 75 077). За межею бідності перебувало 7,5 % осіб, у тому числі 14,4 % дітей у віці до 18 років та 1,4 % осіб у віці 65 років та старших.
Цивільне працевлаштоване населення становило 3205 осіб. Основні галузі зайнятості: мистецтво, розваги та відпочинок — 34,2 %, освіта, охорона здоров'я та соціальна допомога — 12,9 %, роздрібна торгівля — 12,8 %.